# TOHOSHINKI LIVE TOUR 2013 ~TIME~
《TOHOSHINKI LIVE TOUR 2013 ~TIME~》은 그룹 동방신기의 5대 돔 투어 위주로 치러진 6번째 일본 전국 콘서트 투어이다.

## 개요
2012년 11월 21일, 동방신기는 2013년 4월 27일 사이타마 슈퍼 아레나 스타디움 모드 공연에 이어서 일본 5대 돔을 순회하는 일본 투어 개최를 선언했다. 이 5대 돔 투어는 한국 아티스트 최초이자, 본 조비(2003년), 이글스(2004년), 빌리 조엘(2006년)에 이어 해외 가수 중 4번째, 일본 아티스트를 포함해 16번째로 치러지게 된 셈이다.
시야 제한석, 시야 제한 체감석, 발코니 지정석 표까지 팔릴 정도로 현지 팬들의 호응이 좋아 나고야 돔 1회, 쿄세라 돔 오사카 2회, 도쿄 돔 1회로 4회 분량의 공연 일정이 추가되었다.

## FINAL In NISSAN STADIUM
이어서 동방신기는 투어 첫 날인 4월 27일, 8월 17일과 18일 양일간의 닛산 스타디움 개최를 선언했다. 닛산 스타디움에서의 단독 공연은 한국 가수뿐만 아니라 외국 가수 중 최초이자, 일본 아티스트를 포함해 13번째이다.
동방신기는 본 투어를 통해 총 85만명의 관객을 동원하였으며 1,000억원 이상의 매출을 기록하였다.

## 투어 일정
| 일정            | 도시     | 장소                               | 관객 동원      |
| --------------- | -------- | ---------------------------------- | -------------- |
| 2013년 4월 27일 | 기옥     | 사이타마 슈퍼 아레나 스타디움 모드 | 통산 105,000명 |
| 2013년 4월 28일 | 기옥     | 사이타마 슈퍼 아레나 스타디움 모드 | 통산 105,000명 |
| 2013년 4월 29일 | 기옥     | 사이타마 슈퍼 아레나 스타디움 모드 | 통산 105,000명 |
| 2013년 5월 5일  | 찰황     | 삿포로 돔                          | 40,000명       |
| 2013년 5월 10일 | 나고야시 | 반테린 돔 나고야                   | 통산 132,000명 |
| 2013년 5월 11일 | 나고야시 | 반테린 돔 나고야                   | 통산 132,000명 |
| 2013년 5월 12일 | 나고야시 | 반테린 돔 나고야                   | 통산 132,000명 |
| 2013년 5월 25일 | 복강     | 미즈호 PayPay 돔 후쿠오카          | 통산 90,000명  |
| 2013년 5월 26일 | 복강     | 미즈호 PayPay 돔 후쿠오카          | 통산 90,000명  |
| 2013년 6월 5일  | 대판     | 쿄세라 돔 오사카                   | 통산 180,000명 |
| 2013년 6월 6일  | 대판     | 쿄세라 돔 오사카                   | 통산 180,000명 |
| 2013년 6월 8일  | 대판     | 쿄세라 돔 오사카                   | 통산 180,000명 |
| 2013년 6월 9일  | 대판     | 쿄세라 돔 오사카                   | 통산 180,000명 |
| 2013년 6월 15일 | 동경     | 도쿄 돔                            | 통산 165,000명 |
| 2013년 6월 16일 | 동경     | 도쿄 돔                            | 통산 165,000명 |
| 2013년 6월 17일 | 동경     | 도쿄 돔                            | 통산 165,000명 |
| 2013년 8월 17일 | 횡빈     | 닛산 스타디움(FINAL)               | 통산 144,000명 |
| 2013년 8월 18일 | 횡빈     | 닛산 스타디움(FINAL)               | 통산 144,000명 |

## 세트 리스트
- Opening VCR -
- Fated
- ANDROID
- Superstar
- I Don't Know

- Ment -
- STILL
- Duet
- One More Thing

- VCR #2 -
- Y3K
- Purple Line
- Humanoids

- Band Introduction -
- I Know
- Heart, Mind And Soul
- One And Only One

- Ment -
- Rat Tat Tat

- VCR #3 -
- T-Style (유노윤호 Solo)
- Rock With U (최강창민 Solo)

- Dancer Introduction-
- BLINK

- VCR #4 -
- Survivor
- Share The World
- Sky
- 逢いたくて逢いたくてたまらない (만나고 싶어서 견딜 수 없어)

- VCR #5 -
- Catch Me -If you wanna-

- Encore -
- Why? (Keep Your Head Down)

- Ment + Costume Change -
- OCEAN
- SHINE
- ウィーアー！ (We Are!)
- Summer Dream
- In Our Time

- Ending -

- Opening VCR -
- Fated
- ANDROID
- Superstar
- I Don't Know

- Ment -
- STILL
- Duet
- One More Thing

- VCR #2 -
- Y3K
- Purple Line
- Humanoids

- Band Introduction -
- Heart, Mind And Soul
- I Know
- One And Only One

- Ment -
- Rat Tat Tat

- VCR #3 -
- T-Style (유노윤호 Solo)
- Rock With U (최강창민 Solo)

- Dancer Introduction -
- "O"-正.反.合.

- VCR #4 -
- Survivor
- Share The World
- OCEAN
- 逢いたくて逢いたくてたまらない (만나고 싶어서 견딜 수 없어)

- VCR #5 -
- Catch Me -If you wanna-

- Encore -
- Why? (Keep Your Head Down)

- Ment -
- SCREAM
- SHINE
- ウィーアー！ (We Are!)
- Summer Dream
- In Our Time

- Ment -
- Somebody To Love

- Ending -

## 특이사항 및 에피소드
- 2013년 8월 18일에 열린 닛산 스타디움에서의 2일 차 공연 실황은 DVD 촬영과 동시에 일본 전국 각지 극장에서 생중계되었다. 또한 공연 당일 현장을 MBC 섹션TV 연예통신에서 독점 취재하였다.

## 제작
- 동방신기 (유노윤호, 최강창민)
- 기획·제작 : 에이벡스 엔터테인먼트, SM 엔터테인먼트 재팬
- 협찬 : Joysound, 세븐넷쇼핑, 세븐일레븐, Glico
- 총감독 : SAM